# 盧加普鎮區 (阿肯色州約翰遜縣)
盧加普鎮區（英語：Low Gap Township）是位於美國阿肯色州約翰遜縣的一個行政鎮區。

## 地方資料
盧加普鎮區的面積為71.75平方千米，當中陸地面積為71.68平方千米，而水域面積為0.07平方千米。根據2010年美國人口普查的數據，當地共有人口136人，而人口密度為每平方千米1.9人。